# ۸۸۶ (خورشیدی)
۸۸۶ هشتصد و هشتاد و ششمین سال هجری خورشیدی است.

## رویدادها
- ۷ خرداد - (۷ محرم ۹۱۳ قمری) وقوع جنگ بادغیس میان شیبک خان ازبک و پسران سلطان حسین میرزا تیموری. در این جنگ ازبکان بر تیموریان پیروز شدند و بر فرارود و مرکز آن - سمرقند - چیره شدند. ازبکان پس از نابود کردن تیموریان، به جای آنها نشستند و خراسان را نیز با کشتار و غارت تصرف کردند.